# Nicolás Tivani Pérez
Nicolás Tivani Pérez   (Pocito, 31 d'octubre de 1995) és un ciclista argentí, professional des del 2017. Actualment corre a l'equip Aviludo-Louletano-Loulé.

## Palmarès
- 2012
  -  Campió de l'Argentina júnior en ruta
- 2014
  - Vencedor d'una etapa a la Volta a Mendoza
- 2015
  - Vencedor d'una etapa a la Volta a Mendoza
- 2016
  - Vencedor d'una etapa al Tour de San Luis
  - Vencedor d'una etapa a la Volta al Marroc
- 2017
  -  Campió de l'Argentina sub-23 en ruta
  -  Campió de l'Argentina sub-23 en contrarellotge
  - 1r al Ruta d'Or
  - Vencedor d'una etapa a la Volta a Bulgària (nord)
- 2018
  - 1r a la Volta a Sèrbia i vencedor d'una etapa
- 2019
  - Vencedor d'una etapa a la Volta a San Juan
  - Vencedor de 2 etapes a la Volta a l'Uruguai
- 2020
  - 1r a la Doble Media Agua
- 2021
  - 1r al Giro del Sol San Juan
  - 1r a la Doble Media Agua
  - Vencedor d'una etapa a la Doble Calingasta
- 2022
  - 1r a la Vuelta del Porvenir San Luis i vencedor de 2 etapes
  - 1r a la Vuelta a Formosa Internacional i vencedor de 2 etapes
  - 1r a la Mendoza-San Juan
  - Vencedor d'una etapa al Giro del Sol San Juan
- 2023
  - 1r a la Cupa Max Ausnit
- 2024
  - Vencedor d'una etapa al Gran Premi Abimota
  - Vencedor d'una etapa a la Volta a Portugal
- 2025
  - Vencedor de dues etapes a la Volta a Portugal